# Tyrel
Tyrel è un film del 2018 scritto e diretto da Sebastián Silva.

## Trama
Tyrel, su invito dell'amico Johnny, decide di partecipare ad festa di compleanno fuori città con diverse persone che non conosce. Al suo arrivo alla festa si accorge di essere l'unica persona di colore, sentendosi da subito a disagio. Ma il disagio di Tyrel cresce quando i comportamenti dei ragazzi e i fiumi di alcol rischiano di trasformare la festa in un incubo.

## Distribuzione
Il film è stato presentato in anteprima e in competizione nella sezione U.S. Dramatic al Sundance Film Festival 2018 il 20 gennaio.